# بوروسيا دورتموند موسم 2004–05
كان موسم 2004–05 هو الموسم الـ94 (والعام الـ95 بشكل عام) لبوروسيا دورتموند في تاريخ نادي كرة القدم والموسم الـ29 على التوالي في دوري الدرجة الأولى الألماني لكرة القدم، البوندسليغا.